# Hermes Ramírez
Hermes Julián Ramírez Limonta (Guantánamo, 7 gennaio 1948 – L'Avana, 4 settembre 2024) è stato un velocista cubano.

## Palmarès
| Anno | Manifestazione      | Sede              | Evento  | Risultato | Prestazione | Note |
| ---- | ------------------- | ----------------- | ------- | --------- | ----------- | ---- |
| 1968 | Giochi olimpici     | Città del Messico | 4×100 m | Argento   | 38"3        |      |
| 1975 | Giochi panamericani | Città del Messico | 4×100 m | Argento   | 38"46       |      |